# Pasteurův ústav
Pasteurův ústav (francouzsky Institut Pasteur) je významné středisko základního výzkumu pro biologii a lékařství se sídlem v Paříži. Byl založen 4. června 1887 a pojmenován po svém zakladateli, francouzském chemiku a mikrobiologovi Louisi Pasteurovi. Zabývá se výzkumem a vývojem diagnostických a testovacích postupů v lékařství. Ústav je epidemiologické dozorové centrum a kontroluje výskyt infekčních onemocnění na celém světě. Vedle své výzkumné činnosti je poradcem francouzské vlády a WHO v lékařských záležitostech.
Ústav je soukromou neziskovou organizací, která je řízena nezávislou správní radou. Finanční podporu čerpá z mnoha různých zdrojů, chrání svou autonomii a zaručuje nezávislost svých vědců. Financování institutu tvoří dotace francouzské vlády, poplatky za konzultace, licenční poplatky, příjmy ze smluv a soukromé příspěvky.
Ústav se již více než sto let zabývá výzkumem infekčních chorob. Jeho vědci se podíleli na objevech, které umožnily lékařské vědě bojovat s nemocemi, jako je záškrt, tetanus, tuberkulóza, poliomyelitida, chřipka, žlutá zimnice a mor. Jako první také izolovali v roce 1983 virus HIV, který způsobuje AIDS.

## Vznik ústavu

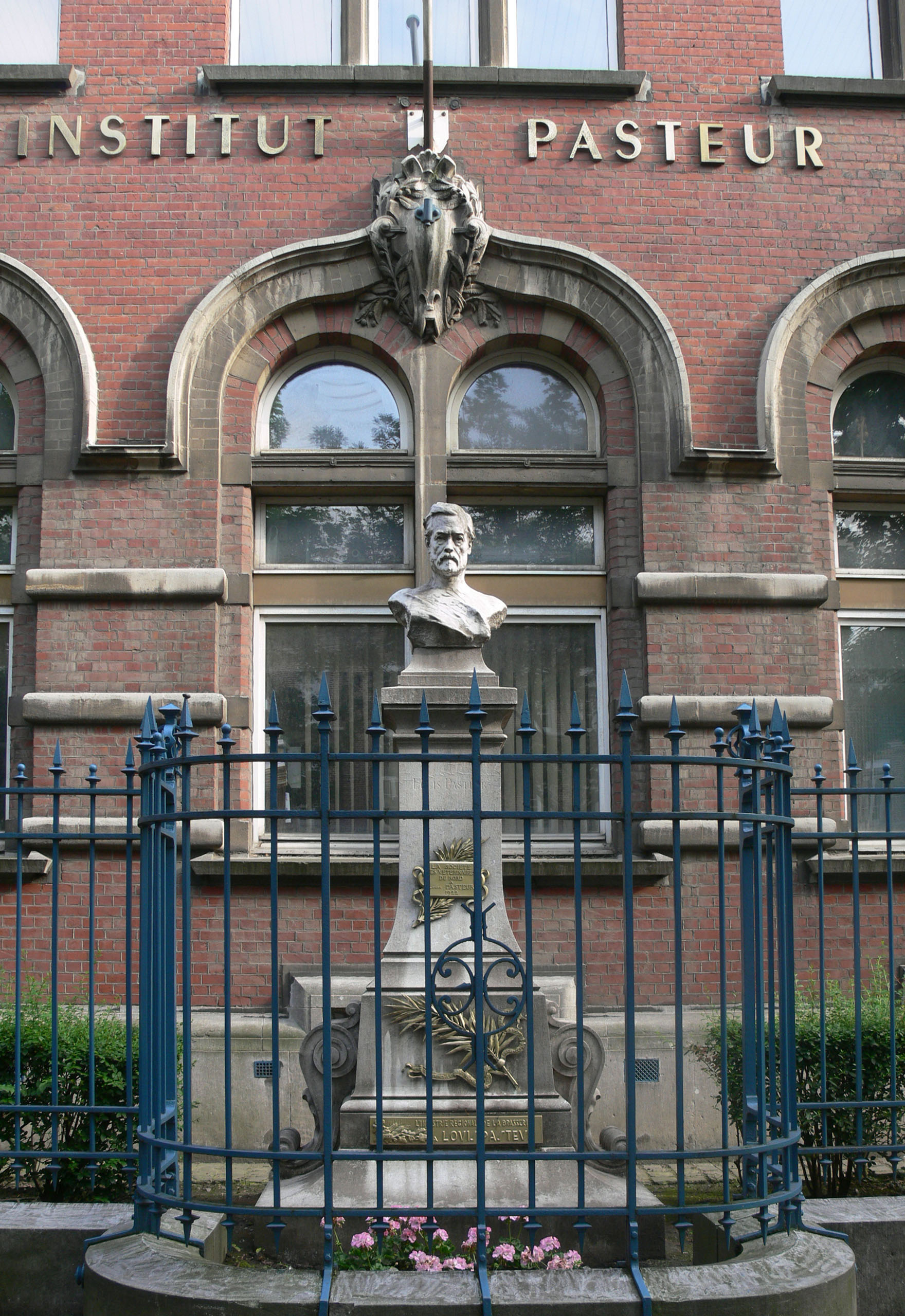
Pasteurův ústav v Lille

Založení Pasteurova ústavu bylo důsledkem úspěchu Louise Pasteura v očkování proti vzteklině. Dne 1. března 1886 zahájila pařížská Akademie věd celosvětovou kampaň na získání finančních prostředků na vytvoření institutu pro očkování lidí pokousaných vzteklými zvířaty. Tato kampaň se setkala s velkým úspěchem a Pasteurův ústav byl založen v roce 1887 slavnostně otevřen 14. listopadu 1888. Vzhledem k velkému množství vybraných peněz se Pasteur rozhodl rozšířit zaměření ústavu. Neměl být pouze centrem pro očkování proti vzteklině, ale jak napsal Pasteur ve svém inauguračním projevu: „Náš ústav bude bezplatnou klinikou pro léčbu vztekliny, výzkumným centrem pro infekční choroby a výukovým centrem“. Věnoval se jak základnímu výzkumu, tak jeho praktickému využití. Pasteur od počátku sdružoval vědce různých specializací. Prvních pět oddělení vedli mikrobiologové Émile Duclaux (výzkum obecné mikrobiologie) a Charles Chamberland (výzkum mikrobů aplikovaný na hygienu), biolog Ilja Iljič Mečnikov (morfologický výzkum mikrobů) a dva lékaři, Jacques-Joseph Grancher (vzteklina) a Émile Roux (technický výzkum mikrobů). Rok po otevření Pasteurova ústavu založil Roux první kurz mikrobiologie na světě, Cours de Microbie Technique (Kurz techniky výzkumu mikrobů).
V roce 1894 vznikl Pasteurův ústav v Lille, který se zabýval řešením epidemie záškrtu ve městě.

## První polovina 20. století
Během první světové války se Pasteurův ústav prioritně zaměřil na očkování vojáků proti nakažlivému břišnímu tyfu. Do září 1914 byl ústav schopen dodat 670 000 dávek vakcíny a pokračoval v její výrobě po celou dobu konfliktu.

Pracoviště Pasteurova ústavu kolem roku 1920

Díky činnosti ústavu vznikla počátkem 20. století nové éra preventivní medicíny ve Francii, jeho výzkumníci určili virové a bakteriální původce mnoha nemocí, včetně moru, malárie, tyfu, záškrtu, tuberkulózy, tetanu, žluté zimnice, poliomyelitidy a hepatitidy typu B, a vyvinuli vakcíny proti tuberkulóze, záškrtu, tetanu, žluté zimnici a poliomyelitidě. Dalším z převratných objevů byl objev a použití sulfonamidů při léčbě infekcí.
V roce 1938 ústav navzdory své relativní chudobě vybudoval biochemické oddělení a oddělení buněčné patologiie, jehož vedení bylo svěřeno André Boivinovi, který se věnoval výzkumu endotoxinů. Ve stejném období převzal André Lwoff vedení nové pobočky mikrobiální fyziologie. Všeobecná mobilizace ve Francii po vyhlášení války Německu v září 1939 vyprázdnila ústav a výrazně omezila jeho činnost.

## Druhá polovina 20. století
Od druhé světové války se výzkumníci Pasteurova ústavu zaměřili na molekulární biologii. Výzkumný program začal v roce 1951, kdy André Lwoff objevil existenci provirů, virových genomů, které jsou integrovány do genetického materiálu hostitelských buněk, například bakterií. Lwoffův objev ovlivnil mnoho vědců ústavu, kteří přeorientovali svůj výzkum na studium molekulárních základů funkcí bakteriálních buněk. Jejich úspěchy byly oceněny v roce 1965, kdy se o Nobelovu cenu podělili François Jacob, Jacques Monod a André Lwoff za práci na regulaci virů.
Pasteurův ústav se v období od třicátých do sedmdesátých let 20. století potýkal s finančními problémy kvůli špatně řízeným obchodním a průmyslovým aktivitám. Problémy se  týkaly výzkumné i výrobní části, výzkumná část nedostávala dostatek finančních prostředků a výrobní část byla znevýhodněna zastaralým vybavením a ztrácela v konkurenci nových soukromých laboratoří své postavení na trhu. Finanční potíže ústavu se začaly zlepšovat v roce 1971, kdy se jeho ředitelem stal Jacques Monod. Do roku 1974 Monod a jeho tým získali veřejné dotace na polovinu provozního rozpočtu a také řadu soukromých darů, které zajistily další existenci ústavu jako soukromého a nezávislého výzkumného centra. Během této doby Pasteurův ústav vybudoval novou infrastrukturu a nová výzkumná oddělení.
V roce 1983 Luc Montagnier a Françoise Barré-Sinoussi izolovali a identifikovali virus HIV, který způsobuje AIDS (syndrom získaného selhání imunity). O dvě desetiletí později obdrželi za tento objev Nobelovu cenu za fyziologii a lékařství za rok 2008. V roce 1985 vytvořil Pierre Tiollais se spolupracovníky pomocí genetického inženýrství ze zvířecích buněk první lidskou vakcínu, vakcínu proti hepatitidě B.

## 21. století
Na začátku 21. století měl ústav mezinárodní síť výzkumných center. Ze svého původního sídla vytvořil deset velkých výzkumných center, výukové centrum pro školení  studentů a epidemiologické referenční centrum pro identifikaci a monitorování různých kmenů bakteriálních a virových ohnisek vyskytujících se po celém světě.

### Pandemie covidu-19
Během pandemie covidu-19 byl Pasteurův ústav prvním pracovištěm v Evropě, který sekvenoval virus způsobující toto onemocnění. Podílel se na výzkumu a vývoji testování na covid a epidemiologického modelování a pro tuto činnost využil také síť svých poboček  v Africe. V roce 2020 se ústav podílel ve spolupráci se společností Merck & Co na vývoji vakcíny proti covidu, ale po neúspěšných klinických zkouškách byl tento projekt v lednu 2021 zastaven.

## Slavní výzkumníci
- Již zakladatel Louis Pasteur byl průkopníkem v oblasti mikrobiologie, objevil pasterizaci a vakcíny proti černému kašli a vzteklině.
- Émile Roux a Alexandre Yersin objevili mechanismus účinku Corynebacterium diphtheriae a způsob léčby záškrtu antitoxiny.
- Alexandre Yersin objevil v roce 1894 původce dýmějového moru Yersinia pestis.
- Paul-Louis Simond objevil v roce 1898 podíl blechy na přenosu moru.
- Alphonse Laveran obdržel v roce 1907 Nobelovu cenu za výzkum úlohy prvoků jako původců nemocí (zejména za objev malárie).
- Ilja Iljič Mečnikov obdržel  v roce 1908 Nobelovu cenu za přínos k vědeckému poznání imunitního systému.
- Constantin Levaditi a Karl Landsteiner v roce 1910 prokázali, že poliomyelitida je způsobena filtrovatelným virem.
- Félix d'Hérelle objevil v roce 1917 bakteriofága, virus, který se šíří pouze uvnitř bakterií.
- Jules Bordet obdržel v roce 1919 Nobelovu cenu za své objevy v oblasti imunity, zejména za objev protilátek a mechanismů působení komplementového systému.
- Albert Calmette a Camille Guérin objevili způsob kultivace bacilu tuberkulózy Mycobacterium tuberculosis (tzv. BCG neboli Bacillus Calmette-Guérin) a v roce 1921 vyvinuli první účinnou vakcínu proti tuberkulóze.
- Charles Nicolle obdržel  v roce 1928 Nobelovu cenu za objasnění způsobu přenosu tyfu, zejména za výzkum úlohy vši.
- Jean Laigret vyvinul v roce 1932 první očkování proti žluté zimnici.
- Daniel Bovet objevil v roce 1936 sulfonamidy a v roce 1957 obdržel Nobelovu cenu za objevy syntetických antihistaminik.
- André Lwoff prokázal v roce 1951 existenci provirů a jeho práce byla v roce 1965 oceněna Nobelovou cenou.
- Pierre Lépine vyvinul v roce 1954 očkování proti obrně.
- Jacques Monod a Francois Jacob objevili mechanismus regulace transkripce genů, práce oceněná Nobelovou cenou v roce 1965.
- Jean-Pierre Changeux izoloval v roce 1970 první receptor pro neurotransmiter, acetylcholinový receptor.
- Luc Montagnier a Françoise Barré-Sinoussi a jejich kolegové objevili v letech 1983 a 1985 dva viry HIV, které způsobují AIDS, za tento objev byli v roce 2008 oceněni Nobelovou cenou.

Výzkumní pracovníci ústavu byli do roku 2025 oceněni sedmkrát Nobelovou cenou za fyziologii a medicínu: Charles Louis Alphonse Laveran (1907), Ilja Iljič Mečnikov (1908), Jules Bordet (1919), Charles Nicolle (1928), Daniel Bovet (1957), François Jacob, Jacques Monod a André Lwoff (1965), Luc Montagnier a Françoise Barré-Sinoussi (2008).

## Síť přidružených ústavů

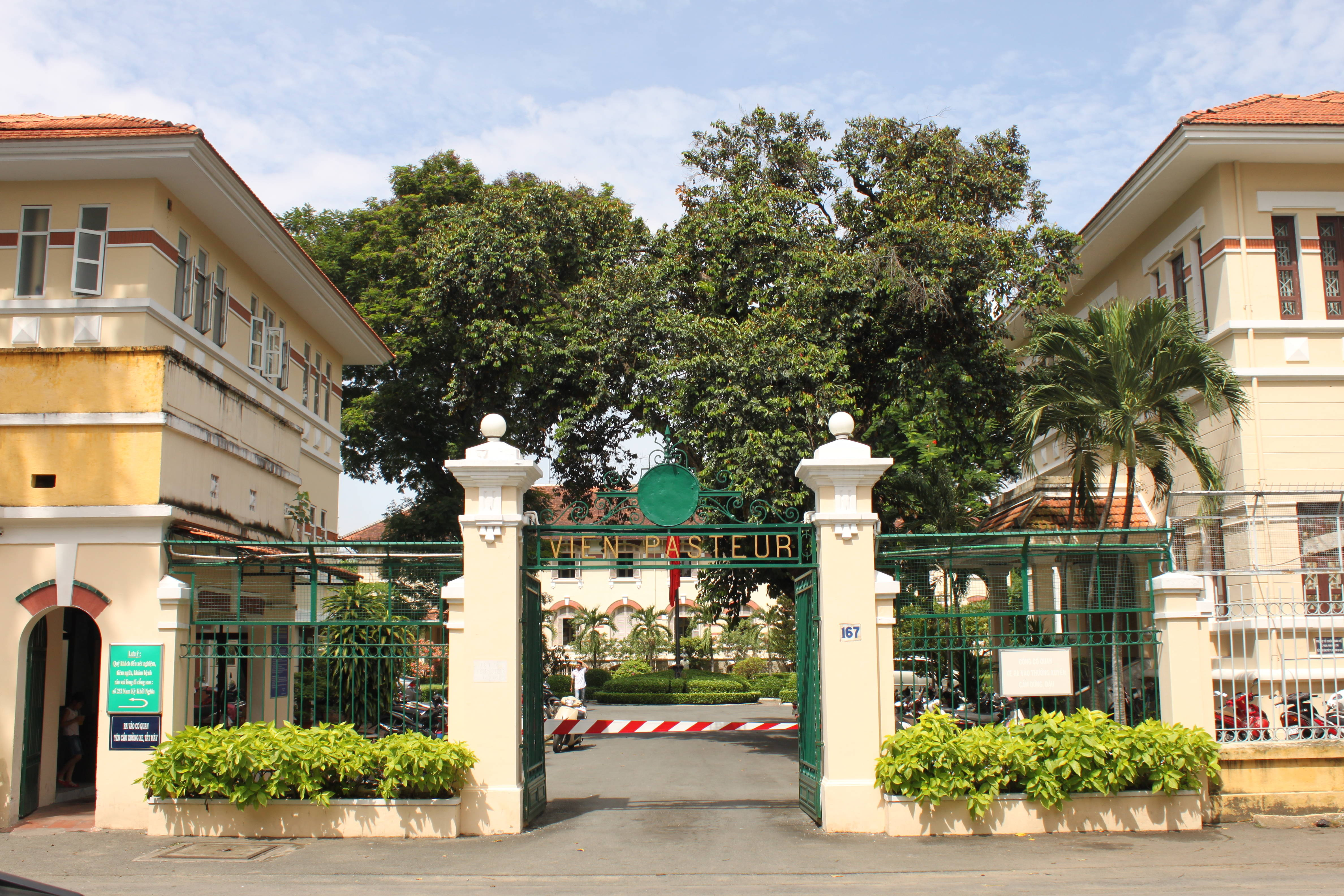
Pasteurův ústav v Ho Či Minově Městě

Pasteurův ústav vytvořil celosvětovou síť 32 přidružených institucí v 25 státech na pěti kontinentech, založenou na stejných organizačních principech jako původní ústav v Paříži. Každé pracoviště významně přispívá k místnímu dohledu nad veřejným zdravím a léčbou a k celosvětovému monitorování zdraví.
První přidružený ústav mimo Evropu založil Albert Calmette již v roce 1891 v Saigonu (dnešní Ho Či Minovo Město) ve Vietnamu. Calmette zde pracoval na vývoji vakcín proti neštovicím a vzteklině. Ošetřil asi 500 000 lidí, kteří do jeho centra cestovali z celé jihovýchodní Asie, aby se nechali oočkovat. Později pracoval na vývoji séroterapie proti jedům, která měla léčit uštknutí jedovatými kobrami.
Pasteurův ústav pokračoval v zakládání satelitních ústavů v jižní Asii, Středomoří, Karibiku a na africkém kontinentu, což organizaci umožnilo pokračovat ve studiu tropických nemocí. V Africe se výzkumníci zaměřili na nemoci jako malárie, zika a ebola.

## Pasteurova nemocnice

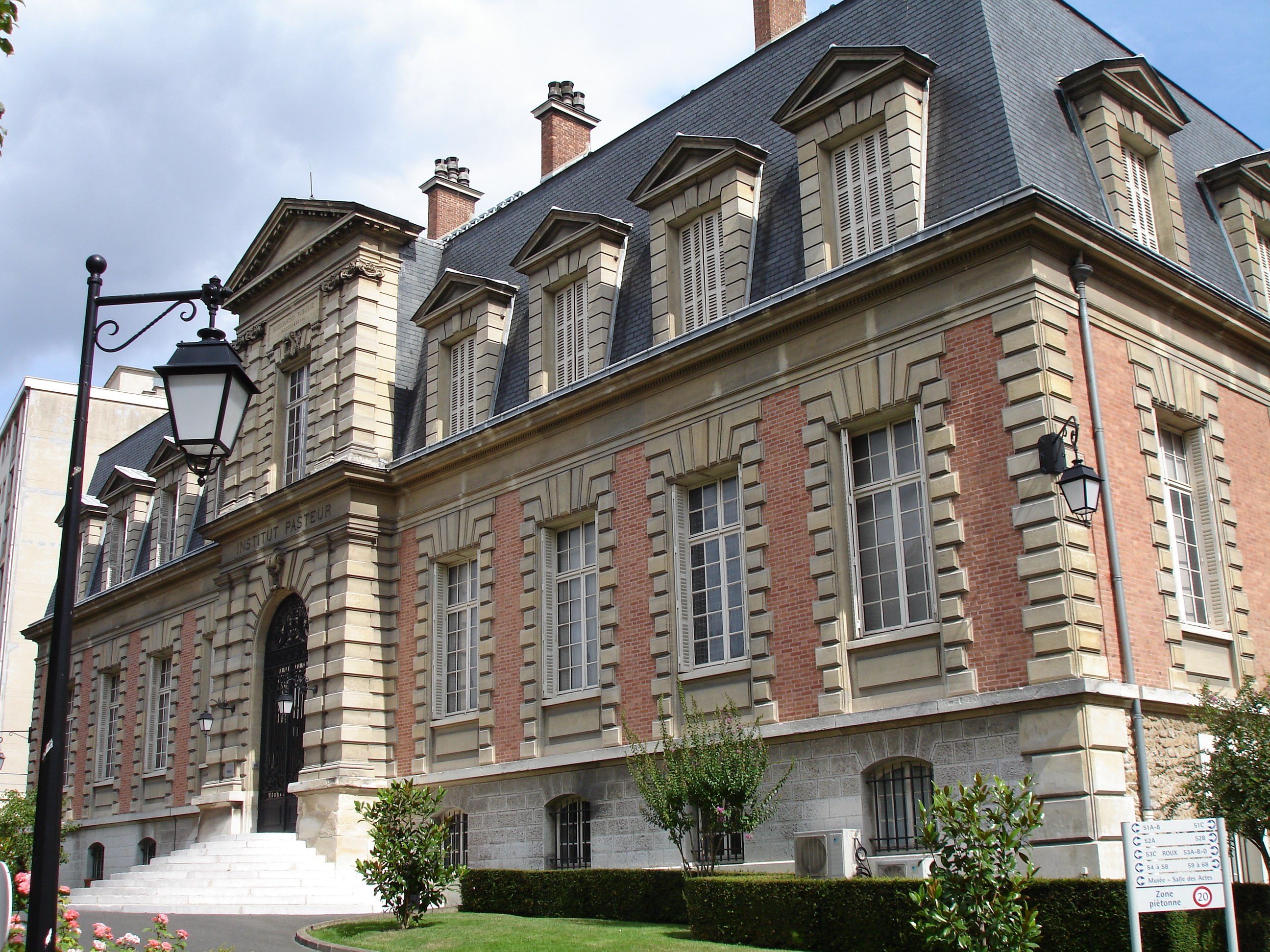
Budova, v níž je umístěno Pasteurovo muzeum a hrobka

Pasteurova nemocnice byla postavena před ústavem na začátku 20. století a dlouhou dobu sloužila jeho vědcům pro klinická pozorování a experimenty s terapeutickými postupy, které sami vypracovali. Výstavbu nemocnice umožnil dar mecenášky, paní Lebaudyové.

## Pasteurovo muzeum a hrobka
Pasteurovo muzeum (Musée Pasteur) se nachází v jižním křídle první budovy Pasteurova ústavu. Muzeum vzniklo v roce 1936 a uchovává památku na život a dílo Louise Pasteura a jeho rozlehlý byt, kde žil posledních sedm let svého života (1888-1895). Součástí muzea je sbírka vědeckých předmětů ilustrujících Pasteurovu práci a novobyzantská pohřební kaple, kde je pohřben.